# عملية تنموية
العملية التنموية هي مجموعة من الوسائل والجهود المختلفة التي من خلالها يتم الاستخدام الأمثل للثروة بشقيها المادي والمعنوي فتؤدي إلى إحداث تغيير إيجابي. العملية التنموية أساسية في عملية التجديد الثقافي وتحقق الإستقلال وتنهي التبعية. تكمن أهمية العملية التنموية في إستغلال الإمكانيات المتاحة وتحركها نحو التغير الأمثل وتساعد على تحسين الواقع الطبيعي والاجتماعي وتعتبر أكبر وسائل التقدم والرفاهية.

## جوانب العملية التنموية

### التنمية الفكرية
وتكون بتحسين طريقة التفكير والسمو به وأن يكون للمجتمع أفق واسع وتطلع بعيد وأطروحات وطموحات من خلال تنمية القدرات العقلية على إنهاء التبعية والتوعية وتحرير الفكر وإستئصال ما يعلق في الفكر من إشكاليات وتصحيح المفاهيم الخاطئة والتصورات الناقصة، وكذلك تقوم التنمية الفكرية على تحسين طريقة التفكير من خلال التشجيع على التعبير والنقد والإستنباط والنقد والقياس.
تبدأ العملية التنموية منذ الطفولة المبكرة وينصح التربويون الأسرة باستخدام المحاورة وطرق التدريس الفعالة المختلفة.

### التنمية النفسيه وبناء الشخصية
تكون بناء الشخصية من خلال تحقيق الثقة بالنفس عن طريق احترام وجهة نظر الطفل والتوسط في توزيع العاطفة والتشجيع المستمر وتوفير الأمن، وتتصف بناء الشخصية بالقدرة على التأثير الإيجابي والشعور بالمسؤولية وإتخاذ قراراتها بوعي ومعرفة الحقوق والواجبات والقدرة على استيعاب الواقع.

### التنمية الجسمية
من أهم الأسس التربوية في العملية التنموية وتكمن أهميتها في البناء الإنساني والعوامل المؤثرة عليه بشكل مباشر أو غير مباشر مثل:
- الوقاية من الأمراض.
- الرياضة والراحة.
- الغذاء.

### التنمية الاجتماعية
تقوم التنمية الاجتماعية على تحسين الخدمات الاجتماعية كالرعاية الصحية والتعلم والإسكان وغيرها. وتقوم كذلك بتقوية الانتماء إلى المجتمع وتحقيق التوازن والتكامل بين أفراد المجتمع عبر المساواة وتكافؤ الفرص.

### التنمية الاقتصادية
وهي كل ما له ارتباط بزيادة الإنتاج وبالتالي رفع مستوى دخل الفرد. وعوامل تحقق التنمية الاقتصادية تكون عن طريق:
- ترشيد الإتفاق.
- إتباع أساليب التسويق الفعالة.
- الإدارة الناجحة.
- التشجيع على الأفكار والأساليب المبتكرة للإنتاج.
- إستثمار الموارد البشرية.
- الاستغلال للموارد الطبيعية وكل الإمكانيات المتاحة.

### التنمية السياسية
وتكون بتحسين وتطوير الأساليب الدبلوماسية في التعامل بين المجتمعات من خلال دراسة أحدث النظريات السياسية ومحاولة تطبيقها على أرض الواقع وتعتمد على الإستراتيجية المتبعة في نظام الحكم ودعم مبدأ الحرية.